# Resolució 1419 del Consell de Seguretat de les Nacions Unides
La Resolució 1419 del Consell de Seguretat de les Nacions Unides fou adoptada per unanimitat el 26 de juny de 2002. Després de reafirmar totes les resolucions sobre la situació a l'Afganistan, particularment la Resolució 1383 i les resolucions 1368 (2001) i 1373 (2001) sobre el terrorisme, el Consell va encomanar al país per la bona realització d'una loya jirga d'urgència i va demanar la cooperació del poble afganès amb l'Administració Transitòria.
El Consell de Seguretat va reiterar el seu suport a l'acord de Bonn i el seu compromís d'ajudar al poble afganès a portar estabilitat i pau al país i al respecte dels drets humans. Acull amb beneplàcit la celebració d'una loya jirga d'emergència de l'11 al 19 de juny de 2002 i ha pres nota de la gran participació de les dones. A més, va encoratjar al poble afganès a determinar el seu propi futur polític, va acollir amb satisfacció l'elecció de Hamid Karzai com a cap d'Estat i establiment de l'Autoritat de Transició. Es va instar a tots els grups afganesos a cooperar amb la nova autoritat i a l'Autoritat de Transició a aprofundir en els esforços de l'Administració Provisional pel que fa a les dones i les nenes i l'educació per als nens i per erradicar el cultiu anual de rosella.
La resolució va elogiar els esforços de les Nacions Unides per donar suport als rols del poble afganès, la Missió d'Assistència de les Nacions Unides a Afganistan i el Representant Especial del Secretari General, Lakhdar Brahimi, i la Força Internacional d'Assistència i de Seguretat per proporcionar un entorn segur. Demana més suport i assistència internacional en el procés afganès i a la gran quantitat de refugiats i desplaçats interns afganesos.